# Johan Henriques
Richard Vilhelm Johan Severin Henriques (17. maj 1892 i København – 1982) var en dansk violinist og kgl. kapelmusikus.
Han var søn af violinist og kgl. kapelmusikus Fini Henriques og Adda Henriques, født Krogh. Han debuterede i 1907 og blev ansat som andenviolinist i Det Kongelige Kapel i 1917. I en periode var Henriques koncertmester for andenviolingruppen.